# Huracán Julia (2010)
El huracán Julia fue el huracán de categoría 4 más oriental registrado en la cuenca atlántica desde que se dispuso de observaciones satelitales fiables. El duodécimo ciclón tropical, quinto huracán y cuarto huracán mayor de la temporada de huracanes del Atlántico de 2010, Julia se desarrolló rápidamente el 12 de septiembre de 2010 a partir de una onda tropical cerca de Cabo Verde. Al pasar cerca de las islas, el sistema se organizó rápidamente en la tormenta tropical Julia al día siguiente. El 14 de septiembre, Julia alcanzó la categoría de huracán y posteriormente entró en una tendencia de rápida intensificación; la tormenta se fortaleció de un huracán mínimo a una categoría 4 baja en tan solo 24 horas. Tras alcanzar su máxima intensidad, su desarrollo se vio obstaculizado por la interacción con el cercano huracán Igor; la tormenta se degradó a tormenta tropical el 18 de septiembre. Posteriormente, se desplazó a una región de condiciones desfavorables, encaminándose hacia temperaturas superficiales del mar más bajas. En consecuencia, Julia entró en una transición extratropical el 20 de septiembre, y para entonces se interrumpieron las alertas sobre la tormenta.
Dado que Julia nunca representó una amenaza significativa para la tierra, los daños causados por la tormenta fueron mínimos. Se reportaron pequeñas cantidades de lluvia en las islas de Cabo Verde, causando inundaciones leves y molestias menores. Las ráfagas de viento que azotaron el territorio alcanzaron los 48 km/h (30 mph), lo que provocó daños en los cultivos. Además, estos vientos provocaron mar gruesa y el oleaje alto representó pocas amenazas en las costas.

## Historia meteorológica
Los orígenes de Julia se remontan a una vigorosa onda tropical, o zona de baja presión orientada al ecuador, que emergió en el Atlántico a lo largo de la costa occidental de África el 11 de septiembre de 2010. En ese momento, el sistema mantenía una convección profunda y fuertes vientos del este, lo que llevó al Centro Nacional de Huracanes (NHC) a comenzar a rastrear el sistema como un área de interés. A medida que la ola se desplazaba generalmente hacia el oeste a una velocidad de 16 a 24 km/h (10 a 15 mph), se hizo evidente un rápido aumento en la organización, así como una caída significativa en la presión de la superficie. El sistema continuó organizándose y varias horas después el Centro Nacional de Huracanes (NHC) observó que sólo un ligero aumento sería suficiente para el desarrollo de un ciclón tropical. Para el 12 de septiembre, se formó una depresión tropical, y el Centro Nacional de Huracanes (CNH) emitió alertas a las 15:00 UTC de ese día. En ese momento, el ciclón se encontraba a 400 km (250 mi) al sureste de las islas más meridionales de Cabo Verde.
Durante varias horas, la depresión continuó fortaleciéndose gradualmente mientras mantenía su trayectoria hacia el oeste. Operacionalmente, se convirtió en tormenta tropical Julia la madrugada del 13 de septiembre, aunque un análisis posterior confirmó que la tormenta había alcanzado vientos de 64 km/h (40 mph) doce horas después de su formación. Durante varias horas, no se observó ningún cambio significativo en su intensidad ni organización al pasar Julia cerca de Cabo Verde, aunque la tormenta retrocedió gradualmente hacia el oeste-noroeste a lo largo de la periferia sur de una dorsal profunda. Reanudó su intensificación lenta al rodear las islas de Cabo Verde; a principios del 14 de septiembre, mostraba una forma irregular y con bandas, similar a un ojo, en las imágenes satelitales. Debido a las altas temperaturas superficiales del mar a nivel local, de aproximadamente 28 °C (82 °F), comenzó posteriormente un período de rápida intensificación; en cuestión de horas, Julia alcanzó el estatus de huracán de categoría 1. Aunque estaba ubicada sobre un área con un contenido de calor oceánico relativamente bajo, Julia continuó intensificándose rápidamente bajo una cizalladura vertical del viento baja y con temperaturas superficiales del mar favorables; por ello, el huracán fue ascendido a categoría 2 el 15 de septiembre. En menos de dos horas, el huracán se profundizó hasta alcanzar la intensidad de categoría 3, convirtiéndose en el cuarto huracán mayor de la temporada. La tendencia de rápida intensificación continuó y Julia finalmente se fortaleció hasta convertirse en un huracán de categoría 4 seis horas más tarde. Según estimaciones satelitales, sus vientos alcanzaron un máximo de 230 km/h (140 mph) y una presión barométrica mínima de 948 mbar (hPa; 27,99 inHg), aunque operativamente se estimó en 217 km/h (135 mph) y 950 mbar (950 hPa; 28 inHg), respectivamente.
Al alcanzar su máxima intensidad, Julia aceleró ligeramente al reorientarse hacia el noroeste a lo largo de una depresión de niveles medios y altos al suroeste. Además, este sistema generó un flujo desfavorable del sur en altura, lo que provocó un ligero debilitamiento de la tormenta. A principios del 16 de septiembre, el ojo de Julia se volvió indistinguible en las imágenes satelitales, y la tormenta se redujo aún más a una categoría inferior a la de huracán mayor. Al hacerlo, Julia se incrustó en una corriente de dirección sur-sureste a lo largo de una dorsal profunda en sus inmediaciones, lo que resultó en una trayectoria más hacia el oeste. Aunque seguía siendo un huracán, el sistema tropical relativamente pequeño se desplazó al este del huracán Igor, de mayor tamaño. Simultáneamente, la corriente de salida de Igor comenzó a afectar la circulación de Julia y, debido al descenso de las temperaturas superficiales del mar, la tormenta se debilitó por debajo de la intensidad de un huracán a finales del 17 de septiembre. A partir de entonces, Julia reaceleró su curvatura hacia el norte alrededor de la dorsal contigua, casi fusionándose con Igor. Siguiendo una trayectoria progresiva hacia el norte durante las horas siguientes, Julia posteriormente giró al noreste y luego al este. Avanzando hacia el este, el centro de la tormenta en niveles bajos quedó parcialmente expuesto el 18 de septiembre; sin embargo, durante varias horas posteriores, la convección se reanudó gradualmente sobre su centro. A pesar de la convección profunda, la cizalladura vertical del viento volvió a aumentar sobre el sistema, lo que provocó que la tormenta entrara en una transición extratropical. Se estima que Julia degeneró en una zona de baja presión postropical hacia las 18:00 UTC del 20 de septiembre, mientras se encontraba a unos 1,762 km (1,095 mi) al oeste de las Azores. La tormenta resultante serpenteó sobre el Atlántico durante varios días, siguiendo una trayectoria generalmente hacia el este antes de trazar un círculo alargado hacia el sur. Siguiendo esta trayectoria errática, los remanentes del huracán Julia avanzaron hacia el noroeste y se acercaron a 560 km de Bermudas, donde fueron monitoreados brevemente por el Centro Nacional de Huracanes (CNH). Sin embargo, la probabilidad de que se reconstruyera disminuyó, ya que las condiciones no eran propicias para la formación tropical; la convección disminuyó casi por completo, y el Centro Nacional de Huracanes (CNH) suspendió el monitoreo del sistema el 28 de septiembre de 2010.

## Preparaciones e impacto

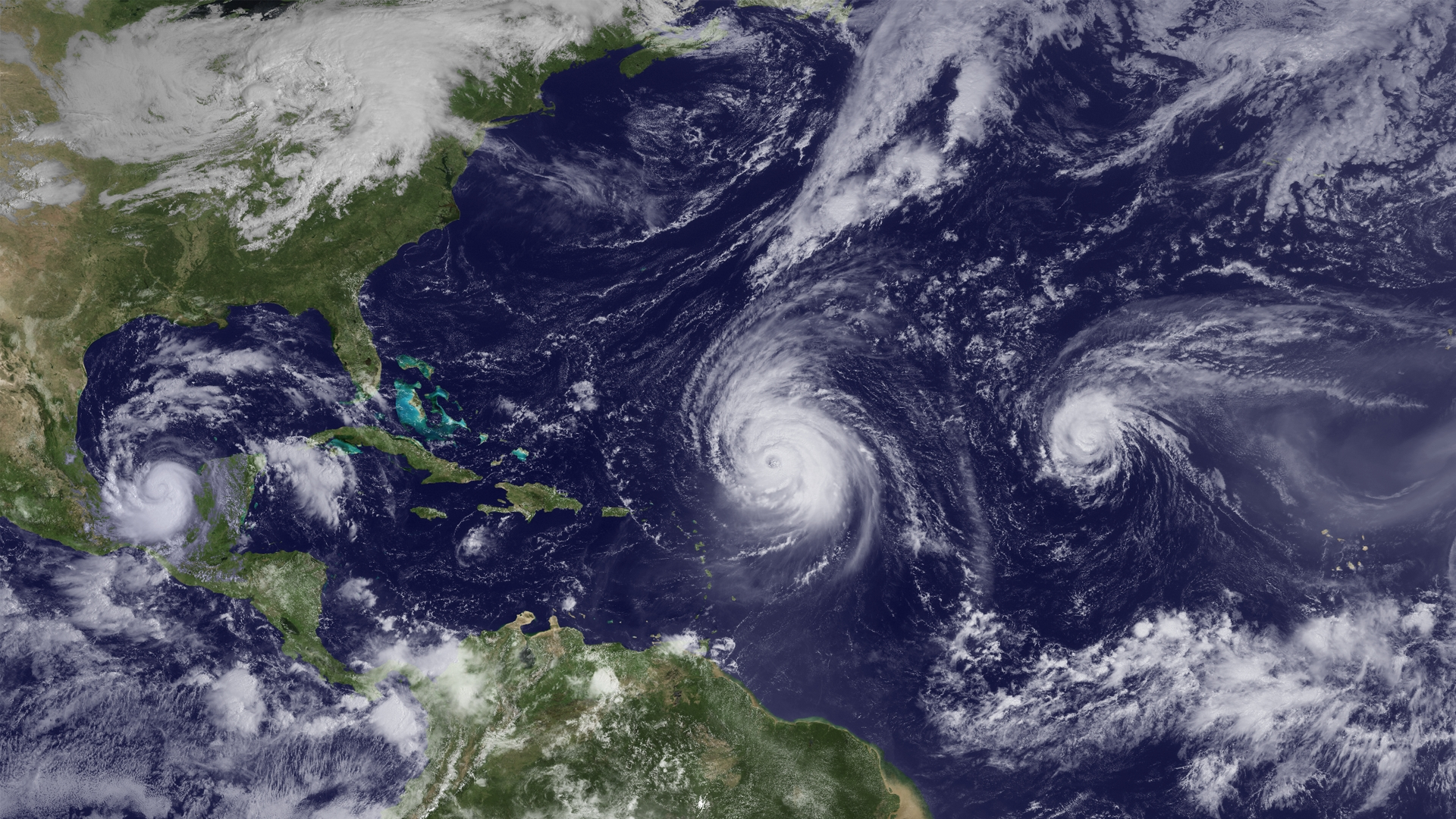
Imagen satelital de tres ciclones tropicales simultáneos el 16 de septiembre de 2010: Karl (izquierda), Igor (centro) y Julia (derecha). Todos eran huracanes en ese momento.

Inmediatamente después de convertirse en depresión tropical, Julia representó una amenaza para Cabo Verde. En ese momento, se esperaban al menos de 76 a 127 mm de precipitación, con acumulaciones locales de hasta 200 mm. En respuesta, el Gobierno de Cabo Verde emitió una alerta de tormenta tropical para la zona sur del archipiélago, que incluía Maio, Sao Tiago, Fogo y Brava. La advertencia de tormenta tropical permaneció vigente después de que Julia se intensificara y se convirtiera en tormenta tropical; finalmente fue suspendida a principios del 14 de septiembre.
Dado que Julia permaneció en el mar y nunca tocó tierra como un ciclón de gran magnitud, no se reportaron daños importantes ni víctimas. En el sur de Cabo Verde, se reportaron lluvias intermitentes y algunas ráfagas de viento cuando la tormenta se acercó a las islas. Los vientos alcanzaron velocidades de entre 39 y 48 km/h (24 y 30 mph); el único reporte conocido de acumulación de lluvia fue en Sal, donde no se registraron más de 9,9 mm (0,39 pulgadas) de precipitación. En Sao Tiago, las inundaciones provocaron varios deslizamientos de tierra, lo que dejó a la comunidad de Covão Grande aislada de las carreteras. Varias comunidades también reportaron daños a los cultivos de maíz causados por el viento.